# 綿羊小鈴
《綿羊小鈴》（日语：チリンの鈴）是1978年上映的日本動畫電影，由三麗鷗製作，改編自柳瀨嵩所創作的童書。雖然定位為親子電影，但與可愛的角色設計形成鮮明對比的是，這部作品是一個黑暗而沉重的故事，也被認為是三麗鷗第一部有黑暗情節的動畫電影。

## 劇情
以主角綿羊小鈴的故事為主軸，他的母親被狼殺死，隨後他為了報仇而成為仇敵的學徒。

### 主要角色
- 角色名稱均為暫譯

| 角色           | 日語配音                        |
| -------------- | ------------------------------- |
| 小鈴（チリン） | 松島みのり (幼年) 神谷明 (成年) |
| 狼（ウォー）   | 加藤精三                        |
| 小鈴的母親     | 中西妙子                        |
| 旁白           | 高木均                          |

## 外部連結
- 互联网电影数据库（IMDb）上《綿羊小鈴》的资料（英文）